# قمة جبل آماي الذهبية

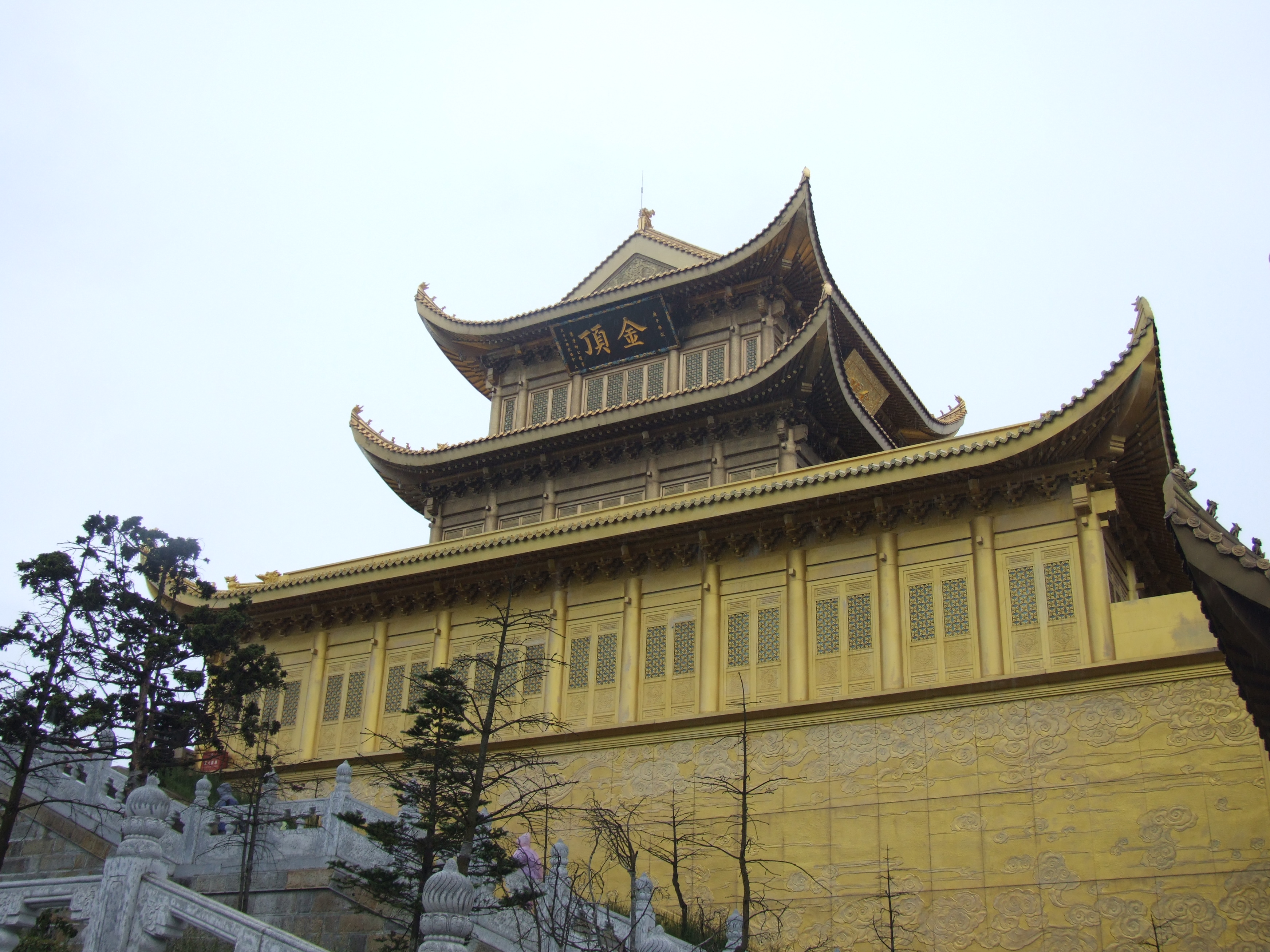
قمة جبل آماي الذهبية

القمة الذهبية لجبل آماي، والمعروفة أيضًا باسم (معبد هوا جانغ)، تقع أعلى جبل آماي الذي يقع جنوب غربي مقاطعة ستشوان وسط الصين، وهي قمة أحد أهم المعابد البوذية هناك، و يُعد أحد كنوز الصين الخفية، كما أن سطحها مُغطى على شكل سيوة.
تُعد قمة جبل آماي أعلى قمة المعبد البوذي الموجود فوق جبل آماي،  و ترتبط ارتباطًا وثيقًا بزوج من المقاطع الشعرية المزدوجة المُلتزمة بقواعد معينة، وتٌعلق على الأبواب.على الرغم من أنه غالبًا ما كان يٌطلق عليها اسم المقاطع المتناقضة، إلا أنه من الأفضل وصفها يكون لكل زوج من الأحرف خصائص معينة.بحيث يتطابق الخطان في الطول، ويجب أن يكون لكل زوج من الأحرف خذات خصصائص مقابلة مٌعينة. المقاطع المزدوجة عميقة بشكل مثالي ولكنها موجزة، باستخدام حرف واحد لكل كلمة بأسلوب اللغة الصينية الكلاسيكية. وهو نوع خاص من المقاطع المزدوجة، كما أنها تٌستخدم كزينة لرأس السنة الجديدة التي تشير إلى السعادة والأفكار المٌفعمة بالأمل للعام المقبل.
كانت تُسمى بالقبة الفضية في عهد أسرة يوان. حيث أن مشهد شروق الشمس، السحب والبحر، الضوء البوذي، والفانوس المقدس" من المشاهد الشهيرة هناك. تم بناء هذه القمة الذهبية أعلى جبل آماي. يتخذ تمثال بوذا مساحًا كبيرًا من الأسفل للأعلى. تحمل قاعة مايتريا اللوحة الذهبية تحت عنوان (معبد هوا زانغ) و (تشاو بوتشو)، وعلى كلا الجانبين يوجد لوحة (وان دي سوليمنيتي) للسيد جويجوانج، و جملة (أتّوق شوقًا لرؤية البحر) للسيد تشو مو. بالإضافة إلى لوحة القمة الذهبية.

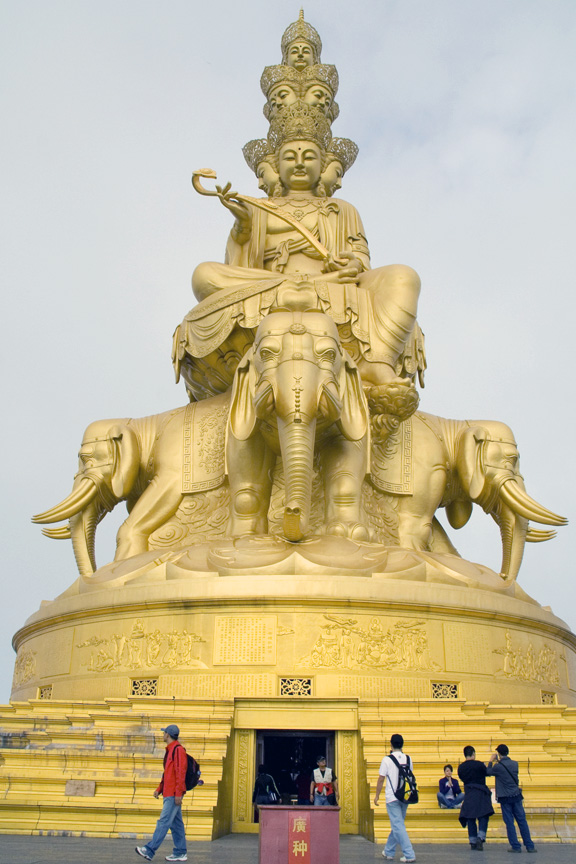
القمة الذهبية فوق جبل آماي والتي تشبه الراهب سامانتابادرا